# Exil (2020)
Exil ist ein Spielfilm von Visar Morina aus dem Jahr 2020. Das Drama handelt von einem aus dem Kosovo stammenden und in Deutschland lebenden Pharmaingenieur (dargestellt von Mišel Matičević), der sich von seinem Arbeitsumfeld gemobbt und schikaniert fühlt. Der scheinbar gut integrierte Familienvater sieht sich immer stärker aus der deutschen Gemeinschaft ausgestoßen.
Die europäische Koproduktion mit deutscher Beteiligung feierte am 27. Januar 2020 beim Sundance Film Festival ihre Weltpremiere. In Deutschland wurde der Film erstmals am 24. Februar 2020 im Rahmen der Filmfestspiele in Berlin in der Sektion Panorama vorgestellt. Ein Kinostart in Deutschland erfolgte am 20. August 2020. Der Film wurde von Kosovo als Beitrag für die Oscarverleihung 2021 in der Kategorie Bester Internationaler Film eingereicht.

## Handlung
Als der in Deutschland lebende, aus dem Kosovo stammende Pharmaingenieur Xhafer von der Arbeit nach Hause kommt, findet er eine tote Ratte an seinem Eingangstor. Er vermutet, dass sie aus dem Labor seiner Arbeitsstelle stammt, zumal er sich in seinem Job gemobbt fühlt. Besonders seinen Kollegen Urs hat er als Verursacher in Verdacht. Erst muss er feststellen, dass wichtige E-Mails an alle anderen Mitarbeiter versendet wurden, nicht jedoch an ihn. Unterlagen und Daten, die er anfordert, erhält er nicht, gleichzeitig unterstellt man ihm beim Erstellen eines wichtigen Exposés Inkompetenz. Er lässt Druck ab, wenn er mit der aus Albanien stammenden Reinigungskraft regelmäßig Quickies auf der Toilette hat.
Seine deutsche Frau, mit der er zwei kleine Töchter und einen Sohn im Säuglingsalter hat und die neben ihrer Rolle als Mutter gerade promoviert, glaubt nicht, dass dies unbedingt daran liegt, dass die Kollegen ausländerfeindlich sind, sondern sie ihn vielleicht ganz einfach nicht mögen. Auch als der Kinderwagen vor ihrem Haus plötzlich in Flammen steht, fühlt er sich von den deutschen Polizisten diskriminiert. Xhafer beschleicht aufgrund einiger fehlinterpretierter Vorkommnisse zudem das Gefühl, seine Frau könne ihn betrügen. In einem Wahn erwürgt er sie fast im Ehebett. Sie ist wegen des zunehmend paranoiden Verhaltens ihres Mannes besorgt und ist auch mit der Doppelbelastung durch die Kinder und die Promotion an die Grenzen ihrer Belastbarkeit geraten.
Als Xhafer gegenüber seinem Vorgesetzten den Verdacht äußert, er habe etwas mit den Ratten zu tun, die man mittlerweile schon mehrere Male in seinem Privatleben deponierte, ist dieser empört. Als sein Chef dem ganzen Team und besonders Xhafer in einer Besprechung für die gute Arbeit der letzten zwei Jahre dankt, spricht er hierbei auch die unterschiedlichen Kulturkreise und Hintergründe der Mitarbeiter an, die gelegentlich für Schwierigkeiten sorgten. Xhafer nimmt dies teilnahmslos zur Kenntnis.
Manfred, einer der wenigen Kollegen, mit denen Xhafer bislang auch privaten Kontakt pflegte, bezieht plötzlich ein anderes Büro. Ratten, die Xhafer in seinem Briefkasten findet, kippt er seinem Kollegen Urs auf dessen Schreibtisch. Urs, der irgendwann aufgehört hat, mit Xhafer zu sprechen, und der kurz zuvor noch von ihm mit einer Gabel bedroht worden ist, begeht im Unternehmen Selbstmord, indem er sich aus dem Fenster springend erhängt. Kurze Zeit später besucht dessen Witwe Xhafer zu Hause. Sie erzählt ihm von dem jahrelangen Mobbing, das Urs auf der Arbeit ertragen musste und dass es Xhafer war, der ihren Mann ersetzt hatte, als er seinen Job antrat.
Xhafer verliert seinen Job. Seine Frau verlässt das gemeinsame Haus und geht mit den Kindern zu ihrer Mutter.
Xhafer spürt einem Jungen nach, der eines Abends in ihrem Garten aufgetaucht war, und den er als Sohn von der albanischen Reinigungskraft kennt, der seiner Mutter bei der Arbeit im Pharmaunternehmen hilft. Nachdem er die Adresse herausgefunden hat, besucht er die Familie; der Vater sitzt nach Verlust seiner Beine im Rollstuhl. Beim Gehen wird er im Treppenhaus vom Sohn mit einem rohen Ei beworfen. Anschließend geht Xhafer trotz seiner Vorbehalte zum 70. Geburtstag seiner Schwiegermutter, von der er sich nie wirklich akzeptiert fühlte.

## Produktion
Der Film wurde von Komplizen Film produziert und von Frakas Productions, Ikone Studio, WDR, Arte, VOO und BeTV koproduziert. Das Drehbuch wurde von der Beauftragten der Bundesregierung für Kultur und Medien gefördert, ebenso erhielt der Film eine Förderung in Höhe von 600.000 Euro. Von der Film- und Medienstiftung NRW erhielt er einen Betrag in gleicher Höhe. Vom Medienboard Berlin-Brandenburg kam eine Produktionsförderung in Höhe von 200.000 Euro, in fast gleicher Höhe von Eurimages.
Regie führte der aus dem Kosovo stammende Visar Morina, der auch das Drehbuch schrieb. Der 1979 in Pristina geborene Regisseur kam selbst als Teenager nach Deutschland, sprach kein Deutsch und musste sich seine Position sowohl in der Schule als auch privat erkämpfen. In dieser Hinsicht sind der Grundkonflikt und die emotionale Klangfarbe des Films autobiografisch. Einer der wichtigsten Impulse für Exil sei die Kölner Silvesternacht gewesen, so der Regisseur, da diese in seinen Augen einen Wendepunkt im Umgang der Öffentlichkeit mit dem, was Migration genannt wird, markierte: „Ab da hat sich Paranoia breitgemacht. Später dann, im April 2016, wollte ich mit dem Auto von Wien nach Köln fahren, musste aber an der Grenze eine Stunde warten, weil die Polizei Kontrollen durchführte.“ Dies hatte Morina Monate zuvor noch für unmöglich gehalten, der es als eine der größten Errungenschaften Europas empfindet, dass man sich ungehindert fortbewegen kann, dann habe sich plötzlich ein ganz anderes Gesicht von Europa gezeigt. Vor 2016 sei er durch die Stadt gegangen ohne daran zu denken, Ausländer zu sein. Nach der Silvesternacht sei dies anders gewesen.
Die Hauptrolle von Xhafer wurde mit Mišel Matičević besetzt, dessen familiäre Wurzeln in Kroatien liegen. Sandra Hüller spielt seine Ehefrau. In weiteren Rollen sind Rainer Bock und Thomas Mraz zu sehen.
Die Dreharbeiten fanden zwischen Anfang August und Oktober 2018 statt. Gedreht wurde an insgesamt 41 Drehtagen in Köln und Umgebung. Als Kameramann fungierte Matteo Cocco. Zu dessen Arbeit bemerkt Guy Lodge in Variety, Cocco halte Xhafer durchgehend fest im Bild, als wollte er seine Paranoia verstärken. In den Büroszenen verzerrten Kamerafahrten durch ein scheinbar grenzenloses Korridorgewirr das Gefühl des Zuschauers für Xhafers Realität. Zur Arbeit des Bühnenbildners Christian M. Goldbeck bemerkt Lodge, er habe, diese Atmosphäre unterstützend, das Interieur des Büros in giftigen Gelb- und Orangetönen gehalten.
Die Filmmusik komponierte Benedikt Schiefer. Xhafers Gedankenwelt wird immer wieder von schlagenden und hämmernden Geräuschen begleitet, die abrupt enden.
Der Film feierte am 27. Januar 2020 beim Sundance Film Festival seine Premiere. Ab 24. Februar 2020 wurde der Film im Rahmen der Filmfestspiele in Berlin in der Sektion Panorama vorgestellt. Der Kinostart in Deutschland erfolgte am 20. August 2020 im Verleih von Alamode. Ende September, Anfang Oktober 2020 wurde er beim Zurich Film Festival gezeigt, anschließend bei CinÉast in Luxemburg. Im November 2020 wurde er beim Europäischen Filmfestival in Sevilla und beim online stattfindenden Internationalen Filmfestival Thessaloniki in der Balkan-Sektion gezeigt. Zwischen 9. und 30. Juni 2021 war der Film auf der Streamingplattform des Arsenals – Institut für Film und Videokunst zu sehen.

## Rezeption

### Kritiken

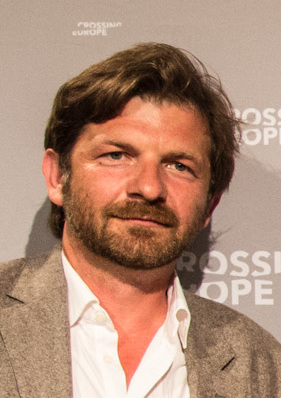
Regisseur Visar Morina

Von den bei Rotten Tomatoes aufgeführten Kritiken sind 91 Prozent eher positiv.
Allan Hunter von Screen International erkennt „Identität“ als ein zentrales Thema von Exil und vergleicht den Film des Regisseurs Visar Morina mit einer langsam brennenden kafkaesken Geschichte, in der die Paranoia eines Mannes vielumfassende soziale Probleme widerspiegelt. Die Kombination aus Faszinierendem und Beunruhigendem sorge dafür, dass der Film unter die Haut geht. Besonders in Ländern, die sich mit Fragen der Integration und Akzeptanz ihrer Migrantengemeinschaften auseinandersetzen, sollte der Film Anklang finden.
Michael Meyns von der Gilde deutscher Filmkunsttheater erklärt, fast wie in einem der klassischen Paranoia-Thriller aus den 1970er Jahren halte Morina die Frage offen, was Wirklichkeit und was Einbildung ist, ob Xhafer tatsächlich von jemandem in seiner Firma oder außerhalb gemobbt wird oder ob er doch nur Opfer seiner Einbildung ist. Die Antwort auf diese Frage sei am Ende egal, denn das Gefühl, trotz allem nicht ganz Teil der deutschen Gesellschaft zu sein, sei für allzu viele Migranten wohl real. Meyns resümiert: „Eine unangenehme Wahrheit zeigt Visar Morina in Exil, hält der Lüge vom ach so liberalen Deutschland den Spiegel vor, einer Gesellschaft, die sich gerne einbildet, offen zu sein, deren Vorurteile gegen das unbestimmte Fremde jedoch viel zu oft zum Vorschein kommen.“
Guy Lodge schreibt in Variety, diese Charakterstudie schneide mit chirurgischer Finesse in die Psyche seines Protagonisten ein und löse einen subtilen, jedoch gefährlichen Balanceakt aus, wenn sie schmerzlich die leise Fremdenfeindlichkeit dramatisiert, die Xhafer täglich erlebt. Ohne seine politischen Spannungen zu trivialisieren, verortet Lodge die Zweideutigkeit in Exil in einem Bereich zwischen Michael Hanekes Studien über häuslichen Terror und Ruben Östlunds wilden Filmkomödien, über die Unsicherheit von Männern. Mišel Matičevićs bemerkenswerte Leistung sei es, dass er Xhafers Geisteszustand durch die stoische Miene hindurch zum Ausdruck bringe, während diese teilnahmslose Präsenz in krassem Kontrast zu Sandra Hüllers ausdrucksstärkerer Miene stehe.
Auch Roger-Ebert-Kritiker Nick Allen beschreibt Exil als eine Art von Thriller, die Michael Haneke machen würde. Der Film fühle sich voll an, auch wenn es hauptsächlich darum gehe, Xhafers wachsende Paranoia zu zeigen, um ihm dann wieder ein wenig Realität zu geben, wenn er glaubt, es wird schlimmer. Von einer sorgfältig komponierten Szene gehe es zur nächsten, um uns mit dem internen Horror von Xhafer in Einklang zu halten.
Keith Uhlich von The Hollywood Reporter schreibt, Exil erforsche ziemlich erschütternd und oft brillant den Raum zwischen psychologischen Extremen, und Morina und der Kameramann Mateo Cocco versetzten den Zuschauer voll und ganz in Xhafers paranoide Perspektive, indem sie in fast jeder Szene nahe bei ihm bleiben. Matičević sei als Hauptdarsteller sensationell und halte seine schroffe Mimik durchweg stoisch, was den verinnerlichten Terror von Xhafer unterstreiche. Die Szenen in dem unscheinbar wirkenden Unternehmen seien nicht weit vom Curb Your Enthusiasm entfernt, und die letzte Einstellung sei in ihrer Unschlüssigkeit unglaublich witzig, eine schwarz-komische Ellipse, die einen seelenzerstörenden menschlichen Zustand zusammenfasst, dessen Ende nicht abzusehen ist.
Birgit Roschy schreibt in ihrer Kritik bei epd Film, Xhafers zunehmender Tunnelblick finde seine Entsprechung in labyrinthischen Bürofluren und Türen, an denen er vergeblich anklopft und in einer kafkaesken Atmosphäre, die sich bis in sein Wohnhaus fortsetzt. So souverän dieses Psychodrama in stilistischer Hinsicht sei, so wirkten doch manche Nebenfiguren zu plakativ, so Roschy. Dann wieder gelängen Morina Szenen, die einem mit ihrer Dichte und Treffsicherheit den Atem raubten, so in Szenen, in denen Xhafer eine derart brutale Demütigung erfahre, dass man diese Szene nicht so leicht vergisst.

### Auszeichnungen (Auswahl)
Exil wurde von Kosovo als Beitrag für die Oscarverleihung 2021 in der Kategorie Bester Internationaler Film eingereicht und gelangte auch als Bester fremdsprachiger Film in die Vorauswahl für die Golden Globe Awards 2021. Im Mai 2021 wurde Exil in die Vorauswahl für den Deutschen Filmpreis aufgenommen. Im Folgenden weitere Auszeichnungen und Nominierungen.
Deutscher Drehbuchpreis 2018
- Auszeichnung mit der Goldenen Lola (Visar Morina)

Festival des deutschen Films 2021
- Nominierung für den Rheingold-Publikumspreis[26]

Preis der deutschen Filmkritik 2020
- Nominierung als Bester Spielfilm (Visar Morina)
- Nominierung für das Beste Drehbuch (Visar Morina)
- Auszeichnung als Bester Darsteller (Mišel Matičević)
- Nominierung für die Beste Filmmusik (Benedikt Schiefer)[27][28]

Sarajevo Film Festival 2020
- Auszeichnung als Bester Film mit dem Heart of Sarajevo (Visar Morina)[29]

Sundance Film Festival 2020
- Nominierung im World Cinema Dramatic Competition (Visar Morina)

Zurich Film Festival 2020
- Nominierung im „Fokus Wettbewerb“